# Аудінія (Каунас)
Футбольний клуб «Аудінія» Каунас (лит. Futbolo klubas Kauno Audiniai) — колишній литовський та радянський футбольний клуб з Каунаса, що існував у 1937—1988 роках.

## Досягнення
- А-ліга/Чемпіонат Литовської РСР
  - Бронзовий призер (1): 1951
- Кубок Литви
  - Фіналіст (1): 1949.